# Massif du Faucigny
Pour les articles homonymes, voir Faucigny.
Le massif du Faucigny est un chaînon appartenant au massif du Giffre. Il est situé en Haute-Savoie, entre le Giffre au nord et l'Arve au sud, ainsi que le col d'Anterne à l'est.
Contrairement aux Aiguilles Rouges et au massif de Pormenaz, tous deux situés à l'est, il est constitué de roches sédimentaires calcaires, à l'instar du Chablais, auquel il se rattache donc géologiquement parlant. Ceci a entraîné une forte érosion interne et a créé un relief karstique, les dalles à lapiaz s'étendant sur un synclinal (dit de Platé).

## Principaux sommets
- la tête à l'Âne, 2 804 m
- la pointe d'Anterne, 2 733 m
- la tête du Colonney, 2 692 m
- la pointe de Platé, 2 554 m
- l'aiguille de Varan, 2 544 m
- la pointe de Sales, 2 497 m
- les Grandes Platières, 2 480 m
- la tête Pelouse, 2 475 m
- la tête du Pré des Saix, 2 118 m

## Alpinisme
- 1860 - Arête nord de la pointe de Sales par Sir Alfred Wills
- 1932 - Plusieurs itinéraires tracés dans la chaîne des Fiz par Alfred Couttet
- 1955 - Pilier sud-ouest de la pointe de la Croix-de-Fer par Italo Gamboni et Robert Wolschlag
- 1958 - Éperon sud-ouest de la pointe de Platé par Robert Wolschlag et Maurice Lenoir
- 1959 - Pointe sud d'Ayère par Pierre Julien, Yves Pollet-Villard, Michel Vaucher et Hugo Weber
- 1966 - Directissime du toit du Marteau (chaîne des Fiz) par Pascal Diethelm et Michel Marchal

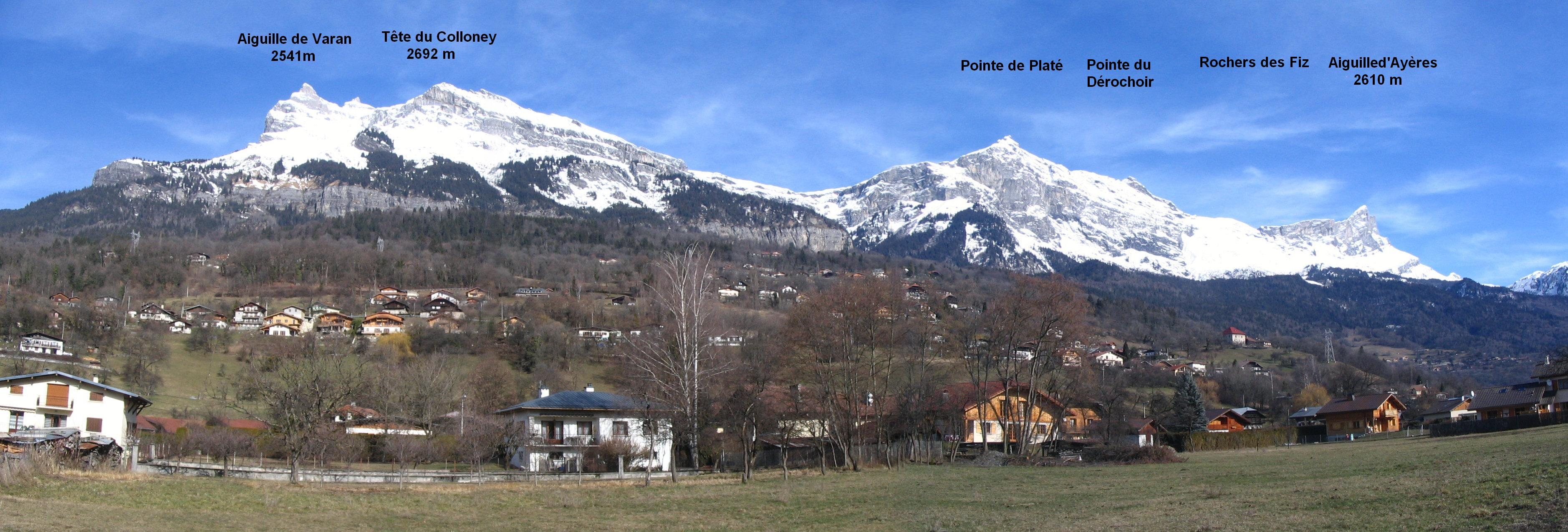
Massif du Faucigny : plateau d'Assy, et chaîne des Fiz vus depuis Passy.

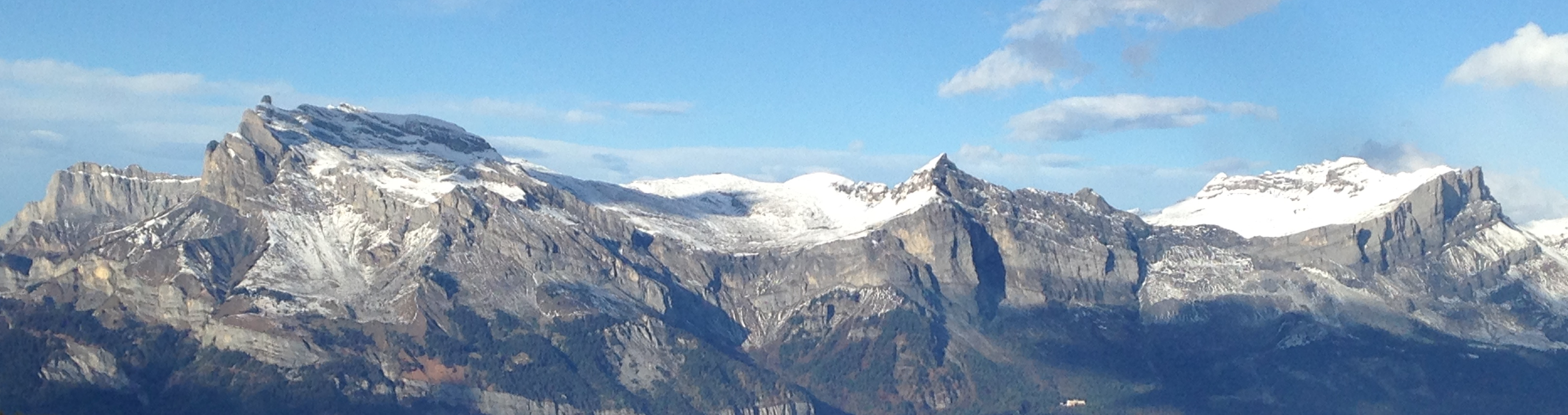
Massif du Faucigny vu du Bettex.